# Кленовий бульвар (станція метро)
55°40′28″ пн. ш. 37°40′51″ сх. д. / 55.67444° пн. ш. 37.68083° сх. д.
«Кленовий бульвар» (рос. Кленовый бульвар) — станція Великої кільцевої лінії Московського метрополітену. 
Розташована в районі Нагатінський Затон (ПівдАО); названа по однойменному бульвару. 
Відкрито 1 березня 2023 року у складі дистанції «Каховська»  — «Нижньогородська» під час церемонії повного замикання Великої кільцевої лінії 

## Технічна характеристика
Конструкція станції — колонна станція мілкого закладення із двома прямими береговими платформами.

## Колійний розвиток
- 2 пошерстні з'їзди з боку станції «Нагатінський Затон»;
- до I та II головної колії з боку станції «Нагатінський Затон» примикають 2 тупики з пунктами технічного огляду, з яких можлива видача складів у будь-якому напрямку.

## Оздоблення
Близькість розташування музею-заповідника «Коломенське» послужила основою для формування образу станції.
Форму вхідних груп наземного павільйону визначено абрисом купола церкви, нагадуючи про традиційні силуети пам'яток архітектури садиби «Коломенське». 
Основний матеріал павільйону — алюмінієві тришарові панелі зі стільниковим наповненням. 
На стелі у місці розриву форми — дзеркальні панелі. 
Покриття для підлоги виконане з гранітної плитки породи габро.
В оздобленні інтер'єрів станції використані матеріали: граніт на підлозі та стінах, алюмінієві та дзеркальні панелі на стелях.
| Попередня станція | Лінія | Лінія                 | Лінія | Наступна станція   |
| ----------------- | ----- | --------------------- | ----- | ------------------ |
| Каширська         |       | Велика кільцева лінія |       | Нагатінський Затон |